# Station Malbork
Station Malbork is een spoorwegstation in de Poolse plaats Malbork.